# Палозеро (озеро, Винницкое сельское поселение)
Палозеро — пресноводное озеро на территории Винницкого сельского поселения Подпорожского района Ленинградской области.

## Общие сведения
Площадь озера — 1,2 км², площадь водосборного бассейна — 242 км². Располагается на высоте 199,7 метров над уровнем моря.
Форма озера лопастная, продолговатая: оно более чем на два километра вытянуто с северо-запада на юго-восток. Берега изрезанные, каменисто-песчаные, часто заболоченные.
Из северо-западной оконечности озера вытекает река Сондала, впадающая в реку Оять, левый приток Свири.
С юго-востока в Палозеро впадает ручей без названия и река Чёрная, несущие воды озёр Сурьярвь, Оярвь, Шатозера, Долгозера, Кривозера, Чогозера и Пальмик.
Ближе к юго-восточной оконечности Палозера расположен один небольшой остров без названия.
Населённые пункты и автодороги вблизи водоёма отсутствуют.
Код объекта в государственном водном реестре — 01040100811102000015630.

## Второе озеро
В Винницком сельском поселении существует ещё одно, небольшое озеро, с названием Палозеро. Оно находится в центре деревни Миницкая.